# Bahnhof Bad Bevensen
Der Bahnhof Bad Bevensen ist ein Personenbahnhof in der Gemeinde Bad Bevensen. Er liegt an der Hauptstrecke von Hamburg und Hannover.

## Lage
Der Bahnhof liegt zentral in Bad Bevensen. Westlich des Bahnhofs verläuft die Bundesstraße 4 und nördlich der Fluss Ilmenau sowie der Kurpark von Bad Bevensen.
Bad Bevensen ist Teil des Fernverkehrsnetzes der Deutschen Bahn, wird allerdings nur von wenigen Fernverkehrszügen bedient. Die nächstgelegenen Fernbahnhöfe mit regelmäßigen Fernverkehrsleistungen befinden sich in Lüneburg und Uelzen.

## Geschichte
Nach einer Bekanntmachung des Innenministeriums im Gesetzblatt des Königreichs Hannover vom 10. Juni 1843 sollte eine Eisenbahnstrecke zwischen Celle und Harburg angelegt werden, die auch Bevensen einbezog.
Die Strecke wurde schrittweise eröffnet: von Hannover nach Lehrte am 22. September 1843 und weiter nach Celle am 15. September 1845. Nach einigen Probefahrten wurde die Strecke nach Harburg am 1. Mai 1847 offiziell eröffnet, was für Bevensen ein bedeutender Tag war. Der Bahnhof Bevensen erhielt 632,7 Meter Gleise, sechs Abzweigungen, eine Rampe, einen Güterschuppen, eine Wasserstation und einen elektrischen Telegraphen. Der Bau des heute noch bestehenden Hauptgebäudes begann 1850. Weitere Infrastruktur wie Bahnsteige, Nebengebäude und Pflasterungen folgten in den nächsten Jahren.
Das heutige Empfangsgebäude wurde erst 1851 fertiggestellt.
Die Eisenbahn förderte Handel, Gewerbe und Landwirtschaft in Bevensen und Umgebung. Mit der Anerkennung als Kneipp-Kurort im Jahr 1968 und später als Thermalbad stieg der Fahrgastverkehr erheblich an.
Im Jahr 1850 hatte Bevensen etwa 1.500 Einwohner, während Uelzen rund 7.000 Einwohner zählte. In Bevensen wurden 10.996 Fahrkarten verkauft, in Uelzen mit fast fünfmal so vielen Einwohnern jedoch nur doppelt so viele, nämlich 21.875 Fahrkarten. Dieses Verhältnis blieb auch unter Berücksichtigung des Umlands ähnlich.
Der Eisenbahnbetrieb umfasste von Anfang an auch den Güterverkehr. Bevensen erhielt gleich zu Beginn eine Laderampe und einen Güterschuppen zur Unterbringung von Ladegut. Später ermöglichte der Bau entsprechender Waggons auch den Transport von lebendem Vieh, was besonders für die Viehhändler und Landwirte von Vorteil war.
Nach über 60 Jahren Eisenbahnbetrieb wurde eine Erweiterung der Einrichtungen für den Güterverkehr notwendig. Am 21. März 1910 wurde im „Magistratsbureau“ ein Plan zur Erweiterung des Bahnhofs und zur Verlegung des Güterschuppens ausgehängt. Mehrere Bürger brachten Einsprüche vor, die teilweise berücksichtigt wurden. Aufgrund der häufigen Schließung des Bahnübergangs zur Sasendorfer Straße beim Rangieren wurde der Bau einer Unterführung gefordert.

## Verkehrsangebot
Am Bahnhof in Bad Bevensen fahren reichliche Busse in den verschiedenen Gemeinden an, wie Uelzen, Ebstorf und zur Herz-Klinik in Bad Bevensen. Die Buslinien werden von der DB Regio Bus Nord betrieben.
Folgende SPNV Angebote gibt es im Bahnhof Bad Bevensen:
| Linie  | Zuglauf | Takt | Kursbuchstrecke             | Eisenbahnverkehrsunternehmen | Fahrzeugmaterial                                 |
| ------ | --- | --- | --------------------------- | ---------------------------- | ------------------------------------------------ |
| RE 3   | Hamburg Hauptbahnhof – Hamburg-Harburg – Winsen (Luhe) – Lüneburg – Bienenbüttel – Bad Bevensen – Uelzen (– Suderburg – Unterlüß – Eschede – Celle – Großburgwedel – Isernhagen – Langenhagen Mitte – Hannover Hauptbahnhof)                                                                                         | stündlich mit Verstärker in der HVZ (alle zweistunden weiter nach Hannover)                                                                                     | 110: Lehrte–Hamburg-Harburg | metronom                     | Bombardier Traxx + 6 Bombardier-Doppelstockwagen |
| RB 31  | Hamburg Hauptbahnhof – Hamburg-Harburg – Meckelfeld – Maschen – Stelle – Ashausen – Winsen (Luhe) – Radbruch – Bardowick – Lüneburg (– Bienenbüttel – Bad Bevensen – Uelzen) | stündlich mit Verstärker in der HVZ / mit dem RE 3 zum annähernden Halbstundentakt zwischen Hamburg Hbf und Lüneburg (einzelne Züge in den Nächten nach Uelzen) | 110: Lehrte–Hamburg-Harburg | metronom                     | Bombardier Traxx + 6 Bombardier-Doppelstockwagen |
| ICE 26 | Stralsund – Velgast – Ribnitz-Damgarten West – Rostock – Bützow – Bad Kleinen – Schwerin –Hamburg – Hamburg-Harburg – Lüneburg – Bad Bevensen – Uelzen – Celle – Langenhagen – Hannover – Göttingen – Eichenberg – Kassel-Wilhelmshöhe – Wabern – Treysa – Marburg – Gießen – Friedberg – Frankfurt West – Frankfurt | einzelne Züge |                             | DB Fernverkehr               | ICE T                                            |
|        | Stand: Mai 2024 | |                             |                              |                                                  |

## Tarif
Die Gemeinde Bad Bevensen ist seit Dezember 2019 Teil des Hamburger Verkehrsverbundes (HVV) mit Zeitkarten.